# Medalles del Cercle d'Escriptors Cinematogràfics de 1979
La cerimònia de lliurament de les medalles del Cercle d'Escriptors Cinematogràfics de 1979 va tenir lloc en 1980 en Madrid. Va ser el trenta-cinquè lliurament de aquestes medalles, atorgades per primera vegada trenta-quatre anys abans pel Cercle d'Escriptors Cinematogràfics (CEC). Els premis tenien per finalitat distingir als professionals del cinema espanyol i estranger pel seu treball durant l'any 1979. En aquesta ocasió es van lliurar deu medalles, quatre més que en l'edició anterior, ja que es van recuperar els premis a actor i actriu secundaris, fotografia i música.
El jurat que va decidir els destinataris dels premis va estar compost per Carlos Álvarez, Rafael Capilla, Pascual Cebollada, Roberto Rioja i Félix Martialay, i va ser presidit per María G. Santaeulalia.

## Llista de medalles
| Categoria                    | Premiat               | Labor premiada                                        |
| ---------------------------- | --------------------- | ----------------------------------------------------- |
| Millor pel·lícula            | Mamá cumple cien años | Pel·lícula                                            |
| Millor director              | José Luis Borau       | La Sabina                                             |
| Millor actriu                | Rafaela Aparicio      | Mamá cumple cien años                                 |
| Millor actor                 | Alfredo Landa         | Las verdes praderas                                   |
| Millor actriu de repartiment | Carol Kane            | La sabina                                             |
| Millor actor de repartiment  | Carlos Larrañaga      | Las verdes praderas                                   |
| Millor fotografia            | Teo Escamilla         | Mamà cumple cien años El corazón del bosque           |
| Millor música                | Carlos Vizziello      | Sentados al borde de la mañana, con los pies colgando |
| Millor guió                  | Francisco Romá Olcina | Tres en raya                                          |
| Millor pel·lícula estrangera | Prova d'orchestra     | Pel·lícula                                            |